# Kershaw County
Kershaw County ist ein County im Bundesstaat South Carolina der Vereinigten Staaten. Das U.S. Census Bureau hat bei der Volkszählung 2020 eine Einwohnerzahl von 65.403 ermittelt. Der Verwaltungssitz (County Seat) ist Camden.

## Geographie
Das County liegt im mittleren Norden von South Carolina, ist etwa 40 km von North Carolina entfernt und hat eine Fläche von 1917 Quadratkilometern, wovon 36 Quadratkilometer Wasserfläche sind. Es grenzt im Uhrzeigersinn an folgende Countys: Lancaster County, Chesterfield County, Darlington County, Lee County, Sumter County, Richland County und Fairfield County.

## Geschichte
Kershaw County wurde 1798 gebildet. Benannt wurde es nach Joseph Kershaw, einem Politiker aus South Carolina.
Drei Orte im County haben den Status einer National Historic Landmark, das Camden Battlefield, die Bethesda Presbyterian Church und die Mulberry Plantation. 19 Bauwerke und Stätten des Countys sind im National Register of Historic Places (NRHP) eingetragen (Stand 28. Juli 2018).

## Demografische Daten
Nach der Volkszählung im Jahr 2000 lebten im Kershaw County 52.647 Menschen in 20.188 Haushalten und 14.918 Familien. Die Bevölkerungsdichte betrug 28 Einwohner pro Quadratkilometer. Ethnisch betrachtet setzte sich die Bevölkerung zusammen aus 71,61 Prozent Weißen, 26,29 Prozent Afroamerikanern, 0,29 Prozent amerikanischen Ureinwohnern, 0,31 Prozent Asiaten, 0,03 Prozent Bewohnern aus dem pazifischen Inselraum und 0,62 Prozent aus anderen ethnischen Gruppen; 0,84 Prozent stammten von zwei oder mehr Ethnien ab. 1,68 Prozent der Bevölkerung waren spanischer oder lateinamerikanischer Abstammung.
Von den 20.188 Haushalten hatten 33,7 Prozent Kinder unter 18 Jahre, die bei ihnen lebten. 55,8 Prozent waren verheiratete, zusammenlebende Paare, 13,6 Prozent waren allein erziehende Mütter, 26,1 Prozent waren keine Familien, 22,6 Prozent waren Singlehaushalte und in 8,9 Prozent lebten Menschen mit 65 Jahren oder darüber. Die Durchschnittshaushaltsgröße betrug 2,58 und die durchschnittliche Familiengröße betrug 3,02 Personen.
26,1 Prozent der Bevölkerung war unter 18 Jahre alt. 7,6 Prozent zwischen 18 und 24, 28,8 Prozent zwischen 25 und 44, 24,5 Prozent zwischen 45 und 64 und 12,9 Prozent waren 65 Jahre alt oder älter. Das Durchschnittsalter betrug 37 Jahre. Auf 100 weibliche Personen kamen 93,4 männliche Personen und auf 100 Frauen im Alter von 18 Jahren und darüber kamen 90 Männer.
Das jährliche Durchschnittseinkommen eines Haushalts betrug 38.804 USD, das Durchschnittseinkommen einer Familie betrug 44.836 USD. Männer hatten ein Durchschnittseinkommen von 32.246 USD, Frauen 22.714 USD. Das Prokopfeinkommen betrug 18.360 USD. 9,7 Prozent der Familien und 12,8 Prozent der Bevölkerung lebten unterhalb der Armutsgrenze.

## Siehe auch

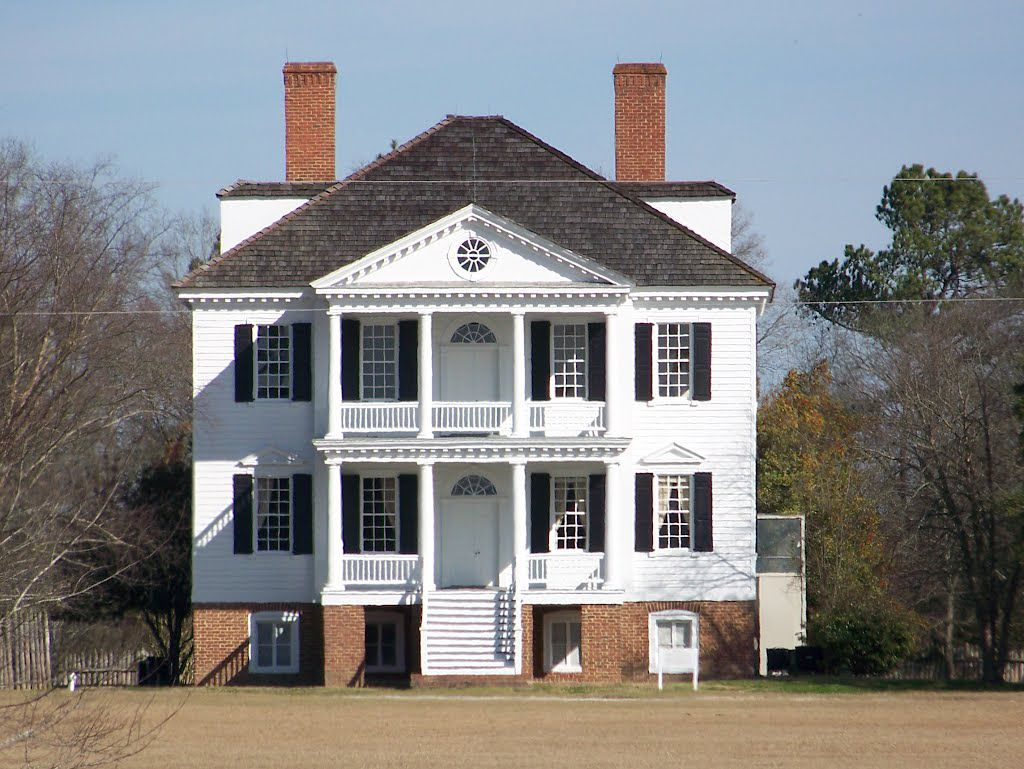
Das Kershaw-Cornwallis House auf dem Camden Battlefield (2012)